# Lyrikporten – 28 danske digtere
|  | Denne artikel er oprettet af botten Steenthbot ud fra en ekstern database. Den kan derfor have sproglige fejl eller mangler. Denne skabelon kan fjernes efter kontrol af indholdet. |

Lyrikporten – 28 danske digtere er en dansk dokumentarfilm fra 2016 instrueret af Jørgen Leth.

## Handling
28 lyrikere fra tre generationer læser op fra deres digtsamlinger, fortæller om, hvorfor de digter, og hvad der sætter et digt i gang hos dem: Naja Marie Aidt, Thomas Boberg, Christian Dorph, Caspar Eric, Niels Frank, Katrine Marie Guldager, Christina Hagen, Klaus Høeck, Lone Hørslev, Pia Juul, Marianne Larsen, Peter Laugesen, Jørgen Leth, Pablo Llambias, Niels Lyngsø, Lea Marie Løppenthin, Mette Moestrup, Henrik Nordbrandt, Asta Olivia Nordenhof, Ursula Andkjær Olsen, Olga Ravn, Lars Skinnebach, Nicolaj Stochholm, Morten Søndergaard, Pia Tafdrup, Søren Ulrik Thomsen, Christel Wiinblad og Theis Ørntoft.